# 团城唐王圣帝庙
团城唐王圣帝庙，位于山西省长治市长子县南陈乡团城村，是一处山西省文物保护单位。
2016年6月6日，团城唐王圣帝庙公布为第五批山西省文物保护单位，年代为元、清，古建筑类，编号5-84。